# Isaac Mpofu
Isaac Mpofu (* 20. August 1988 in Hwange) ist ein simbabwischer Leichtathlet, der sich auf den Langstreckenlauf spezialisiert hat.

## Sportliche Laufbahn
Isaac Mpofu sammelte 2014 bei einem Halbmarathon in seinem Heimatland erste Wettkampferfahrungen. Er lief die Strecke in 1:06:42 h. Die nächsten Wettkämpfe bestritt er dann erst drei Jahre später. 2017 trat er bei zwei Marathons in Südafrika an. Anfang Oktober lief er dabei eine Zeit von 2:25:46 h. 2018 trat er im März beim Marathon in Gaborone in Botswana an. Dort belegte er den zweiten Platz und steigerte seine Bestzeit um fast zehn Minuten auf 2:16:59 h. Damit schaffte er die Qualifikation für die Weltmeisterschaften 2019 in Doha. Kurz vor der WM  steigerte er im August nochmal seine Marathonbestzeit. Anfang Oktober trat er dann in Doha an. Bei schwierigen klimatischen Bedingungen kam er bei seinem WM-Debüt nicht über Platz 52 hinaus. 2020 trat er zum ersten Mal bei den nationalen Meisterschaften seines Heimatlandes an. Dabei gewann er Silber im 5000-Meter-Lauf und Bronze über 800 Meter. 2021 lief Mpofu beim Marathon von Kapstadt mit Bestzeit von 2:11:41 h auf den siebten Platz. Anfang Mai 2022 steigerte er in Durban abermals seine Bestzeit. Damit konnte er im Sommer bei den Weltmeisterschaften in den USA an den Start gehen. Dort lief er den Marathon mit Nationalrekord von 2:07:56 h und belegte damit den zehnten Platz. Zum Ende des Jahres wurde er Zwölfter beim Valencia-Marathon. Auch dort lief er mit 2:06:48 h eine neue Bestzeit. Er ist für die Weltmeisterschaften im August 2023 in Budapest und die Olympischen Sommerspiele 2024 in Paris qualifiziert.

## Wichtige Wettbewerbe
| Jahr                 | Veranstaltung        | Ort                  | Platz                | Disziplin            | Zeit                 |
| Startet für Simbabwe | Startet für Simbabwe | Startet für Simbabwe | Startet für Simbabwe | Startet für Simbabwe | Startet für Simbabwe |
| -------------------- | -------------------- | -------------------- | -------------------- | -------------------- | -------------------- |
| 2019                 | Weltmeisterschaften  | Doha                 | 52.                  | Marathon             | 2:29:24 h            |
| 2022                 | Weltmeisterschaften  | Eugene               | 10.                  | Marathon             | 2:07:56 h            |

## Persönliche Bestleistungen
Straße
- Halbmarathon: 1:04:01 h, 16. April 2022, Kapstadt
- Marathon: 2:06:48 h, 4. Dezember 2022, Valencia, (simbabwischer Rekord)